# Ruth Page

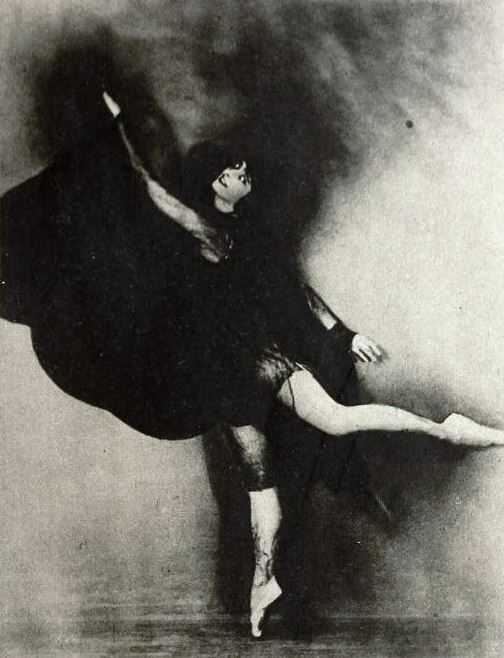
Ruth Page (1923)

Ruth Page (* 22. März 1900 in Indianapolis; † 7. April 1991 in Chicago) war eine US-amerikanische Tänzerin, Choreographin und Ballettdirektorin.

## Leben
Page erhielt ihre Ausbildung bei Ivan Clustine, Adolf Bolm und Enrico Cecchetti. 1918 unternahm sie mit der Kompanie von Anna Pawlowa eine Südamerika-Tournee. Sie tanzte 1919 in Chicago in Bolms Birthday of an Infanta und 1920 in London mit seinem Ballet Intime. 1923/24 war sie Primaballerina der Music Box Revue. 1925 wirkte sie bei den Ballets Russes mit, und nach einer Südamerika-Tournee trat sie 1926 bis 1928 mit dem Ballett der Metropolitan Opera auf.
Es folgten Tourneen nach Japan und in die Sowjetunion. Von 1929 bis 1933 war sie Primaballerina und Ballettmeisterin an der Chicago Summer Opera, für die sie ihre ersten Choreographien schuf. Nach Tourneen mit Harald Kreutzberg 1932 und 1934 war sie von 1934 bis 1937 Primaballerina und Ballettmeisterin der Oper von Chicago. 1937 unternahm sie eine Skandinavien-Tournee. 1938 gründete Page zusammen mit Bentley Stone die Page-Stone-Ballet-Company, mit der sie zahlreiche Tourneen unternahm, unter anderem 1950 nach Paris.
Sie arbeitete in den folgenden Jahren an der Chicago Lyric Opera sowie für ihre eigene Kompanie, die nach mehreren Namensänderungen schließlich den Namen Chicago Ballet annahm. Durch ihre große Zahl von Ballett-Kreationen vorwiegend auf der Grundlage von Opern und ihre vielen Tourneen wurde Page zu einer der bekanntesten Ballett-Pionierinnen der Vereinigten Staaten.